# 뽕똘 (영화)
"뽕똘"은 2011년에 개봉한 대한민국의 영화이다.

## 캐스팅
- 김민혁 : 성필 역
- 이경준 : 뽕똘 역
- 양정원 : 용필 역
- 조은 : 조춘 역
- 성민철 : 동네후배 역
- 박철용 : 땡칠이 역
- 고경만 : 경만 역